# Лесные Дары (платформа)
Лесны́е Дары́ — остановочный пункт на Большом кольце Московской железной дороги на электрифицированном участке Яганово — Воскресенск. Расположен на окраине деревни Зевалово городского округа Ступино Московской области.

## Общие сведения
Участок Жилёво — Воскресенск Большого железнодорожного кольца введён в постоянную эксплуатацию в 1940 году. Пассажирская платформа на перегоне Мякинино — Непецино данного участка Большого кольца возле деревни Зевалово была сооружена в 1951 году и первоначально именовалась Остановочный пункт 37 километр — по расстоянию от узловой станции Жилёво. В 1966 году была произведена электрификация перегона Мякинино — Непецино постоянным током напряжением 3 кВ в составе 69-километрового участка Воскресенск — Жилёво. В 1968 году Остановочный пункт 37 километр был переименован и получил своё современное название. В конце 1990-х годов путевое развитие в Мякинине было ликвидировано, вследствие чего платформа Лесные Дары оказалась на двухпутном перегоне Яганово — Непецино.
Остановочный пункт оснащён двумя низкими прямыми боковыми укороченными посадочными платформами длиной около 50 метров каждая. Платформы расположены друг напротив друга, однако не симметрично — платформа «на Яганово» смещена вдоль путей на юг (в сторону Яганово) на расстояние примерно 10 метров относительно платформы «на Воскресенск». Имеется электрическое освещение. Перил платформы не имеют. На расстоянии около 10 метров к северу от платформы «на Воскресенск» расположен нерегулируемый железнодорожный переезд на автодороге, связывающей друг с другом расположенные по обеим сторонам железной дороги части деревни Зевалово. От платформы «на Яганово» до переезда около 20 метров. Пешеходного настила между платформами не имеется, для перехода людей через железнодорожные пути может использоваться обочина переезда. Большая часть деревни Зевалово расположена к западу от железной дороги.
В 3 километрах к западу от Лесных Даров расположено село Городня, в котором находится действующая Церковь Воскресения Христова с приделами Иоанна Милостивого и Кирилла Белоезерского.

## Движение электропоездов
На платформе Лесные Дары останавливаются все курсирующие на данном участке Большого кольца Московской железной дороги электропоезда. По состоянию на май 2023 года это: 2 пары электропоездов, курсирующих на линии Михнево — Яганово — Воскресенск — Куровская, и 1 пара электропоездов, курсирующих на линии Жилёво — Яганово — Воскресенск — Куровская. Среднее время в пути электропоезда от платформы Лесные Дары до станции Жилёво — 1 час 5 минут, до станции Михнево — 50 минут, до Воскресенска — 43 минуты.

## Галерея
- Вокзал Лесные Дары
- Платформа в сторону Непецино
- Деревня Зевалово
- Переезд из шпал
- Поле